# Guangming Ribao
De Guangming Ribao, (in Chinese tekens: 光明日报, letterlijk vertaald: Dagblad voor Helderheid) is een nationale Chineestalige krant die in de Volksrepubliek China wordt gepubliceerd sinds 16 juni 1949. Het begon als de officiële krant van de Chinese Democratische Liga, een van de acht toegestane partijen. Haar lezers bestonden hoofdzakelijk uit Chinese intellectuelen. 
Tijdens de Culturele Revolutie speelde het, als een van de drie grote kranten van de communistische partij in China, een belangrijke rol in de strijd tussen Hua Guofeng en de Bende van Vier in 1976 en tussen Hua en Deng Xiaoping in 1978.
Tijdens de culturele revolutie werd informatie in China beheerst door:
- Volksdagblad, het dagblad van de Communistische Partij van China
- Dagblad van het Volksbevrijdingsleger (Jiěfàngjūn Bào, 解放军报)
- Guangming Ribao
- Rode vlag (Hóngqí, 红旗), het ideologisch maandblad van het Volksbevrijdingsleger

Kleinere kranten mochten geen eigen artikelen te publiceren, maar namen artikelen van deze vier media, vaak letterlijk, over.
Voor de dood van Mao Zedong was de krant Guangming Ribao onder controle van de Bende van Vier gevallen. In oktober 1976, ongeveer een maand na het overlijden van Mao Zedong, nam vice-premier Ji Dengkui de krant over. Zo stelde hij Hua Guofeng in staat de Bende van Vier uit te schakelen en de Culturele Revolutie te beëindigen.  
In 1978 plaatste de communistische partijleider Hu Yaobang Yang Xiguang als hoofdredacteur op Guangming Ribao. Onder Yang zijn leiding stopte deze krant als eerste met het plaatsen van dagelijkse citaten van Mao Zedong op de voorpagina. Op 11 mei 1978 publiceerde deze krant een nu bekend artikel van Hu Fuming: "De praktijk is de leermeester van alle dingen" (Chinees: 实践是检验真理的唯一标准). Dit verwierp Hua Guofengs aansporing om Mao Zedong blindelings te volgen.
Dit artikel werd bijna onmiddellijk overgenomen door andere kranten en daarmee was de overwinning van Deng over Hua een feit.